# Âu Dã Tử
Âu Dã Tử (tiếng Trung: 歐冶子; bính âm: Ōu Yězǐ; Wade–Giles: Ou Yeh Tzŭ) là một thợ rèn kiếm Trung Quốc người nước Việt sống vào cuối thời Xuân Thu. Âu Dã Tử được coi là một trong những thợ rèn kiếm huyền thoại trong lịch sử Trung Quốc.

## Lịch sử
Sách Việt tuyệt thư (越绝书) quyển 11 phần "Ngoại truyền kỳ bảo kiếm" (外傳記寶劍) ghi lại rằng biết tài rèn kiếm của Âu Dã Tử, Việt vương đã ra lệnh cho ông rèn năm thanh kiếm quý, đó là các thanh Trạm Lư (湛卢), Cự Khuyết (巨阙), Thắng Tà (胜邪), Ngư Trường (鱼肠) và Thuần Quân (纯钧). Trong số này thì thanh Trạm Lư là nổi danh nhất, nó được vua Việt dâng cho vua nước Ngô là Hạp Lư. Tương truyền sau đó thanh kiếm lại rơi vào tay Sở Chiêu vương khiến Hạp Lư tức giận mà khởi binh đánh nước Sở, chiếm kinh đô ở đất Dĩnh khiến Sở suýt chút nữa thì mất nước. Về sau nước Ngô mất về tay Việt vương Câu Tiễn, kiếm Trạm Lư lại về nước Việt và được chôn cất cùng Câu Tiễn khi ông qua đời. Vì sự kiện này mà nó đã được nhắc tới trong bài thơ Tương thích Giang Lăng phiêu bạc hữu thi của Đỗ Phủ và tiểu thuyết Đông Chu Liệt Quốc của nhà văn Phùng Mộng Long. Còn thanh Ngư Trường tương truyền chính là thanh chủy thủ mà Công tử Quang, tức Ngô vương Hạp Lư sau này, giao cho Chuyên Chư để giấu trong bụng cá rồi hành thích Ngô vương Liêu giúp Công tử Quang giành ngôi vua nước Ngô. Ngoài ra Âu Dã Tử còn rèn cho Sở Chiêu vương ba thanh kiếm khác là Long Uyên (龙渊), Thái A (泰阿) và Công Bố (工布). Thanh Thái A sau này được Tư Mã Thiên nhắc tới trong Sử ký, phần "Lý Tư truyện". Theo lời nói của Lý Tư với Tần Thủy Hoàng khi đó thì Thái A sau này lạc về tay vua Tần.
Các thanh kiếm của Âu Dã Tử cho đến nay đã hoàn toàn mất dấu vết, tuy vậy vào năm 1965 người ta đã đào được một thanh Kiếm Câu Tiễn bằng đồng dù bị chôn sâu dưới đất hơn 2.000 năm vẫn sắc bén, sáng bóng chứng tỏ trình độ rèn kiếm của các nghệ nhân nước Việt thời Âu Dã Tử đã rất điêu luyện.

## Văn học
Trong bộ tiểu thuyết Đông Châu Liệt Quốc, Âu Dã Tử được nhắc tới trong hồi 73 khi Ngô Hạp Lư kể với Ngũ Viên về sự tích thanh kiếm chuỷ thủ đưa cho Chuyên Chư